# Guerra hispano-rusa
La guerra hispano-rusa (1799-1801) fue un conflicto militar entre el Imperio ruso y el Reino de España  motivado por la alianza de la España borbónica con el Directorio Francés y la negativa de Carlos IV de España a reconocer a Pablo I de Rusia como gran maestre de la Orden de Malta.
A pesar del estado de guerra entre ambos países, nunca se llegaron a romper oficialmente las hostilidades.

## Historia
En 1797 el zar Pablo I fue investido protector de la Orden de San Juan de Jerusalén por los caballeros exiliados en su imperio, en reconocimiento de la acogida y el apoyo prestado a la Orden. Organizados en el Gran Priorato de Rusia, tras la conquista de la isla de Malta por Napoléon Bonaparte ese mismo año, rechazaron el tratado de entrega de la isla y rompieron con quienes lo reconocían. El gran maestre de la Orden, Ferdinand von Hompesch zu Bolheim, fue declarado depuesto y sustituido por el zar (13 de noviembre de 1798), que tenía además miras ocultas para proporcionar a su flota un puerto desde el cual dominar el Mediterráneo.
El rey de España, Carlos IV, cuyo hermano Fernando I de las Dos Sicilias era señor feudal de Malta, se creyó obligado a negarse al reconocimiento de tal investidura, ya que el zar no pertenecía a la fe católica propia de la Orden, sino a la ortodoxia rusa.
A esta negativa española se unió el fracaso de las gestiones rusas para apartar a España de su alianza con Francia y unirse a la Segunda Coalición contra la Francia republicana. A pesar de las promesas de hombres, naves y ventajas comerciales, Carlos IV y Godoy declinaron, conscientes de su incapacidad para contener una invasión terrestre de su poderoso vecino francés.
Finalmente, Rusia le declaró la guerra a España (15 de julio de 1799), que respondió haciendo lo propio (9 de septiembre). No obstante, el nuevo estado de guerra no tuvo consecuencias prácticas, pues, tras la victoria francesa en la batalla de Marengo (14 de junio de 1800), Rusia cambió su actitud. Al conquistar los ingleses Malta y negarse a devolver la isla a la Orden Hospitalaria, no queriendo dar en bandeja a los rusos tan estratégico puerto, el zar rompió con Gran Bretaña y pasó a ser aliado de Francia.
El 23 de marzo de 1801 el zar Pablo fue asesinado. Su sucesor, Alejandro I, hombre de carácter liberal, tolerante y bondadoso, notificó a España su elevación al trono, y sus buenas disposiciones permitieron el restablecimiento de la paz el 4 de octubre de 1801.
No obstante la paz, Carlos IV se negó a reconocer las pretensiones del zar como protector de la Orden. Considerando que la Orden se había convertido en un apéndice de una potencia extranjera y estaba impedida para cumplir sus antiguos servicios a la cristiandad, y a fin de evitar que sus cuantiosas rentas salieran del país, el rey de España se proclamó gran maestre de la Orden en sus dominios, como ya había ocurrido a comienzos de la Edad Moderna con las demás órdenes militares nacionales (17 de abril de 1802).
Aunque la Paz de Amiens estipulaba la devolución del archipiélago maltés a la Orden, el Reino Unido mantuvo su dominio sobre el mismo, estallando una nueva guerra, hasta su plena independencia en 1964.